# 斑子乌桕
斑子乌桕（学名：Sapium atrobadiomaculatum）为大戟科乌桕属下的一个种。

## 扩展阅读
- 維基物種上的相關：斑子乌桕